# Rio Cururu-Açu
Rio Cururu-Açu är ett vattendrag i Brasilien. Det ligger i den centrala delen av landet, 1 300 km nordväst om huvudstaden Brasília.
I omgivningen kring Rio Cururu-Açu växer i huvudsak städsegrön lövskog. Området är nästan obefolkat, med mindre än två invånare per kvadratkilometer.